# こおりやま文学の森資料館
こおりやま文学の森資料館（こおりやまぶんがくのもりしりょうかん）は福島県郡山市にある文学をテーマとした資料館である。郡山市にゆかりのある作家を中心に、文学に関する資料を展示している。
2000年（平成12年）、鎌倉市にあった久米正雄の邸宅が親族から郡山市に寄付され、郡山総合体育館に隣接する地に移築されたことをきっかけに設立された。

## 施設概要

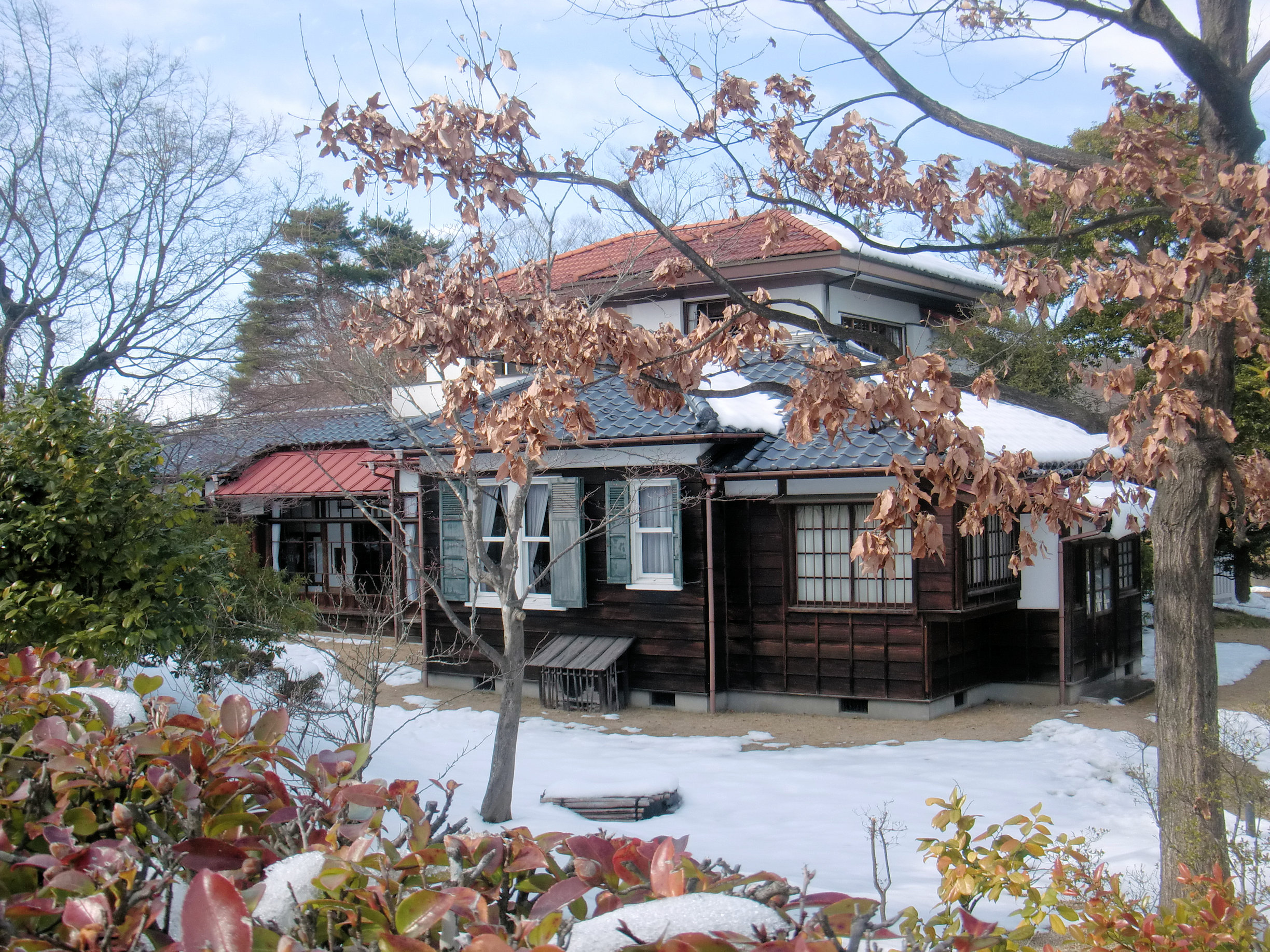
久米正雄記念館

### 郡山市文学資料館
以下の作家に関する資料の展示の他、企画展などを開催
- 石井研堂 - 代表作に『明治事物起原』、『中浜万次郎』（井伏鱒二『ジョン万次郎漂流記』の種本）など。
- 久米正雄
- 玄侑宗久
- 鈴木善太郎
- 諏訪三郎
- 高山樗牛
- 東野辺薫
- 中山義秀
- 真船豊
- 宮本百合子

### 郡山市久米正雄記念館
- 鎌倉市から移築した久米正雄の邸宅

### その他
- 久米正雄句碑
- 久米正雄胸像（横山隆一が久米正雄の仏前に備えた石膏像を基に作成）
- 中山義秀碑

## アクセス
- バス（JR郡山駅より）
  - JR郡山駅西口7番バス乗り場より「さくら循環」→「総合体育館」下車（所要時間約15分）
- 乗用車
  - 東北自動車道郡山インターチェンジから郡山インター線、内環状線経由で開成2丁目交差点角（所要時間約20分）